# HC Lev Poprad
Der HC Lev Poprad war ein 2010 gegründeter Eishockeyklub mit Sitz in der slowakischen Stadt Poprad. Die Mannschaft spielte in der Saison 2011/12 in der Kontinentalen Hockey-Liga. Die Heimspiele fanden im 4464 Zuschauer fassenden Zimný štadión Poprad statt. Das Stadion teilte sich der Klub mit dem HK Poprad aus der slowakischen Extraliga, der zudem als Farmteam des HC Lev diente. Die Tatranskí Vlci (englisch Tatra Wolves) aus der Nachwuchsliga MHL bildeten die Juniorenmannschaft des HC Lev und trugen ihre Heimspiele in Spišská Nová Ves aus.

## Geschichte

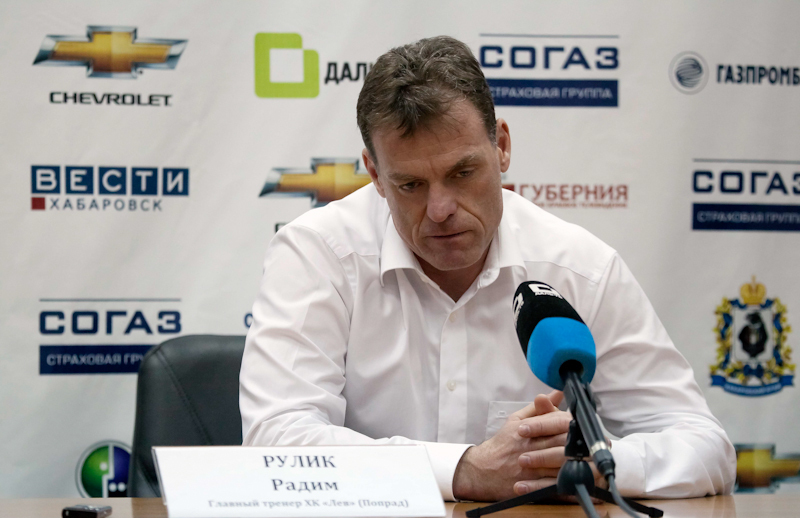
Cheftrainer Radim Rulík bei einer Pressekonferenz

Nachdem Verhandlungen über den Beitritt in die Kontinentale Hockey-Liga zwischen dem tschechischen Eishockeyverband und dem HC Lev Hradec Králové aus der tschechischen Extraliga gescheitert waren, entschied sich das Management des Vereins das Team nach Poprad, Slowakei, umzusiedeln, wo es ab der Saison 2010/11 unter dem Namen HC Lev Poprad an der KHL teilnehmen sollte. Das Team wurde für seine Premieren-Spielzeit in die Bobrow Diwision eingeteilt. Am 23. Juli 2010 gab die Vereinigung Pro-Hokej, die die Interessen der Klubs der slowakischen Extraliga vertritt, ihr Einverständnis zur Teilnahme des Klubs an der KHL, der slowakische Eishockeyverband SZLH sollte am Montag, 26. Juli seine Entscheidung bekannt geben. Die Entscheidung wurde aufgrund von formalen Fragen auf den 18. August verschoben, was die vorläufige Nichtaufnahme des Spielbetriebs durch den HC Lev zur Folge hatte, da die KHL am 28. Juli 2010 bekanntgab, dass der HC Lev aufgrund fehlender Genehmigungen durch den SZLH nicht für den Spielbetrieb der Saison 2010/11 zugelassen werde. Anschließend wurden alle Spieler des HC Lev Poprad aus ihren Verträgen entlassen, da diese nur Gültigkeit für die Teilnahme an der KHL hatten.

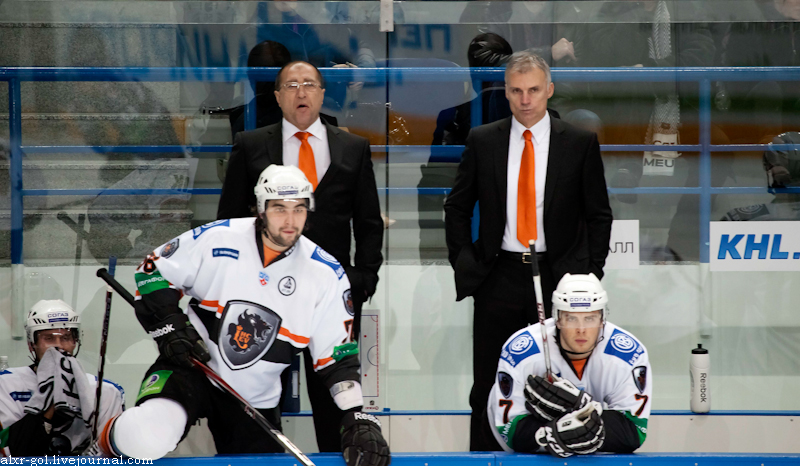
Bank von Lev Poprad, im Hintergrund Robert Pukalovic und Wladimir Kapulowski

Im Mai 2011 wurde der Klub mit Erlaubnis des slowakischen Verbandes schließlich doch in die KHL aufgenommen und nahm zur Saison 2011/12 den Spielbetrieb auf. Parallel wurde mit den Tatranskí Vlci ein Juniorenteam für die Molodjoschnaja Chokkeinaja Liga gegründet. Als Cheftrainer des HC Lev Poprad wurde der Tscheche Radim Rulík verpflichtet. Sein erstes KHL-Spiel bestritt der HC Lev Poprad am 12. September 2011, als man dem russischen Vertreter HK Metallurg Magnitogorsk im eigenen Stadion mit 2:4 unterlag. Den ersten Punkt erzielte die Mannschaft auswärts bei der 3:4-Niederlage nach Penaltyschießen bei Atlant Mytischtschi am 21. September 2011. Den ersten Sieg der Franchise-Geschichte errang man schließlich am 26. September 2011 beim Auswärtsspiel gegen Dinamo Riga aus Lettland. In seiner ersten und einzigen KHL-Spielzeit belegte der HC Lev in der Hauptrunde schließlich den sechsten und somit letzten Platz der Bobrow Diwision, womit die KHL-Play-offs deutlich verfehlt wurden. Von den 54 Spielen gewann der HC Lev nur 16. Trotz des geringen sportlichen Erfolges wies der HC Lev Poprad einen Zuschauerschnitt von über 4.000 Besuchern pro Spiel auf und eine Auslastung von über 90 Prozent.

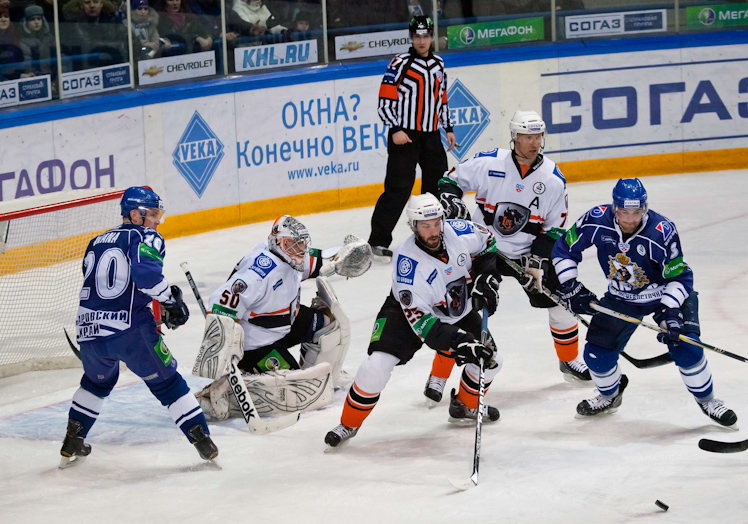
Spieler des HC Lev Poprad im Auswärtsspiel bei Amur Chabarowsk

Nachdem der tschechische Eishockeyverband seine Erlaubnis gab, wurde der HC Lev schließlich im Frühjahr 2012 nach Prag umgesiedelt, wo er noch bis 2014 unter dem Namen HC Lev Prag in der KHL antrat. Die Umsiedlung hatte zudem das Aus für das MHL-Team Tatranskí Vlci zur Folge. 

Die Umsiedlung des HC Lev bedeutete jedoch nicht nur einen sportlichen Verlust für die Region um Poprad, sondern auch einen wirtschaftlichen. Im September 2012 betrugen die Schulden des HC Lev Poprad 1.939.472,31 Euro, wobei der Verein nur 140.000 Euro Eigenkapital zur Verfügung hatte. Unter den Gläubigern befanden sich nicht nur lokale Unternehmen, sondern auch mehrere Spieler und Trainer, die noch nicht beglichene Gehaltsforderungen einforderten.

## Saisonstatistik
Abkürzungen: SP = Spiele, S = Siege, OTS = Siege nach Overtime, OTN = Niederlagen nach Overtime, N = Niederlagen, T = Erzielte Tore, GT = Gegentore, Pkt = Punkte
| Saison  | SP | S  | OTS | OTN | N  | T   | GT  | Pkt | Platz               | Playoffs           |
| 2011-12 | 54 | 13 | 3   | 9   | 29 | 125 | 162 | 54  | 6., Bobrow Diwision | nicht qualifiziert |

## Bekannte Spieler
- Ľuboš Bartečko
- Branislav Mezei
- Ladislav Nagy
- Peter Ölvecký
- Karel Pilař